# Валентин (мятежник)
Валентин (лат. Valentinus ; ? — 369 г.) — римский преступник и мятежник, попытавшийся организовать восстание в Британии в 369 г.
Аммиан Марцеллин сообщает, что Валентин был паннонцем, чей шурин Максимин был близок к императору Валентиниану I. Совершив какое-то серьёзное преступление, он смог смягчить свой приговор изгнанием в Британию, где он проживал во время Великого заговора.
Аммиан не сообщает, что Валентин принимал участие в восстании варваров, но утверждает, что он начал планировать новое восстание после прибытия Феодосия. Он организовал товарищей-изгнанников и попытался подкупить местные войска на свою сторону. Обнаруженный, он был передан дуксу Британии Дульцицию для казни, но Аммиан отмечает, что расследование заговора Валентина было поверхностным, чтобы не вызвать новых волнений в провинции.